# Минхас, Масуд
Масуд Али Хан Минхас (англ. Masude Ali Khan Minhas; 1911, Сарикуэ, Британская Индия — 1936, Мадрас, Британская Индия) — индийский хоккеист на траве, полузащитник. Олимпийский чемпион 1932 года.

## Биография
Масуд Минхас родился в 1911 году в населённом пункте Сарикуэ в Британской Индии (на территории современного Пакистана).
Играл в хоккей на траве за Пенджаб.
В 1932 году вошёл в состав сборной Индии по хоккею на траве на летних Олимпийских играх в Лос-Анджелесе и завоевал золотую медаль. Играл на позиции полузащитника, провёл 1 матч, мячей не забивал.
После Олимпиады работал на таможне в Калькутте.
Умер около 1935 года в городе Мадрас (сейчас Ченнаи) в Британской Индии от туберкулёза.